# Elisabeth von Württemberg (1412–1476)
Elisabeth von Württemberg (* nach 1412; † nach dem 29. April 1476) war die Tochter Eberhards des Milden von Württemberg und Elisabeths von Nürnberg. Sie wurde am 15. Januar 1428 mit Albrecht III. von Bayern – der später durch seine Beziehung zu Agnes Bernauer bekannt wurde – verlobt. Stattdessen heiratete sie aber heimlich den zu seiner Ausbildung am Hof Graf Ludwig von Württembergs weilenden Johann IV. von Werdenberg.

## Leben
Elisabeth war das einzige Kind aus der zweiten Ehe Eberhards des Milden mit Elisabeth von Nürnberg. Sie war damit eine Urenkelin von Kaiser Karl IV. Über Geburtstag und -ort liegen keine Quellen vor, jedoch fand das Beilager ihrer Eltern am 22. November 1412 in Stuttgart statt.
In Württemberg war die Herrschaft an die Enkel aus der ersten Ehe Eberhards des Milden mit Antonia Visconti, die Brüder Ludwig I. und Ulrich V., übergegangen. Diese regierten zu Anfang noch unter der Vormundschaft ihrer Mutter Henriette von Mömpelgard und württembergischer Räte. Zum Ende dieser Vormundschaft nahm auch Kurfürst Ludwig III. von der Pfalz vermittelnden Einfluss auf die Regierungsgeschäfte der Brüder.
Am 15. Januar 1428 trafen die Brüder Ludwig und Ulrich in Heidelberg eine Eheabrede für ihre etwa gleichaltrige Tante Elisabeth. Die Herzöge Ernst und Wilhelm III. von Bayern-München vereinbarten darin die Heirat von Ernsts Sohn Albrecht III. mit Elisabeth. Das Beilager wurde darin auf die Zeit zwischen Pfingsten (23. Mai) und Johannis (24. Juni) 1428 festgelegt. Für den Fall eines einseitigen Bruches des Verlöbnisses wurde ein Strafgeld von 10.000 Gulden festgelegt.
Johann IV. von Werdenberg, der einige Jahre vor 1416 geboren ist, wurde am württembergischen Hof erzogen. Die heimliche Hochzeit der beiden Teenager wird wohl unmittelbar im Frühjahr 1428 stattgefunden haben. Am 2. August 1429 berichtete Hans Truchseß von Bischishausen der Gräfin Henriette von Württemberg über Verhandlungen, die wegen des durch die Heirat entstandenen Streits zwischen Württemberg und Werdenberg notwendig geworden waren. Am 27. April 1430 wurde in Stuttgart die Ehe anerkannt und Elisabeth ihre Heimsteuer auf die Ämter Balingen und Ebingen angewiesen sowie die bereits bestehenden Pfandschaften der Werdenberger auf Sigmaringen und Veringen erneut bestätigt.

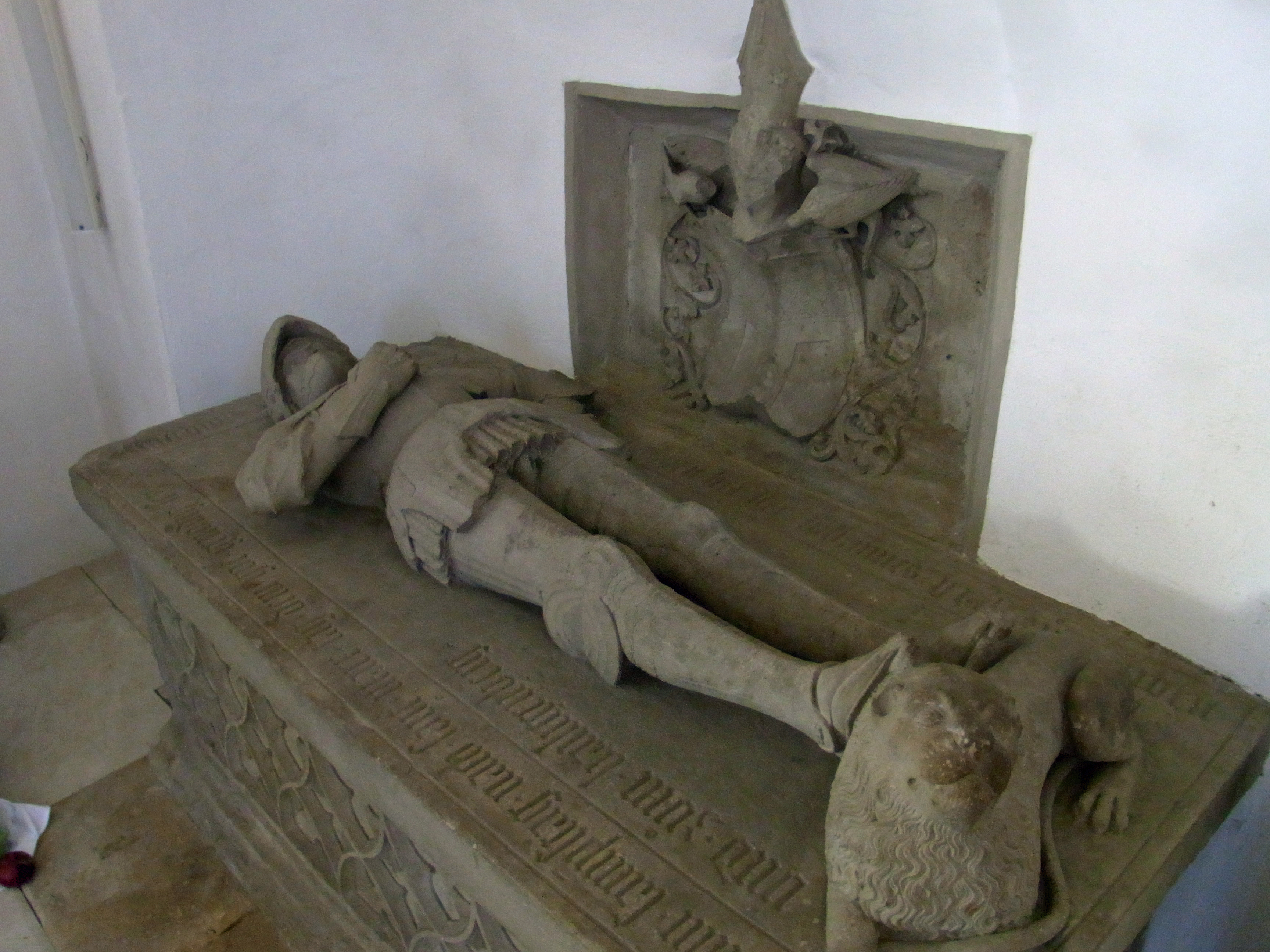
Grabmal des Gatten Johann von Werdenberg in der Martinskirche Trochtelfingen

Wie württembergische Urkunden zeigen, scheint es im Jahr 1441 noch keine überlebenden Kinder gegeben zu haben. Im Jahr 1459 hingegen ist von sechs Söhnen die Rede. Gegen einen Erbverzicht an Württemberg wurde ihnen Sigmaringen und Veringen endgültig überlassen. Diese trugen die Werdenberger daraufhin umgehend dem Kaiser zu Lehen auf. Dadurch konnte Veringen und Sigmaringen nach dem Aussterben der Werdenberger im Jahr 1534 als erledigtes Reichslehen an die Grafen von Zollern vergeben werden.
Das Strafgeld an Bayern wurde, wie württembergische Urkunden des Jahres 1447 zeigen, bezahlt.
Johann von Werdenberg starb am 26. April 1460 und er wurde im Familienbegräbnis in der Pfarrkirche St. Martin in Trochtelfingen begraben. Elisabeth war nach einer württembergischen Urkunde noch am 29. April 1476 am Leben. Ihre Ruhestätte ist nicht bekannt, aber ihrem Rang und ihrer Stellung entsprechend dürfte sie an der Seite ihres Gatten beigesetzt worden sein.

## Rezeption
Für den Stuttgarter Ratsherren Sebastian Küng schien das Verhalten Elisabeths so undenkbar gewesen zu sein, dass er aus der Quellenlage in einer Geschichte des Hauses Württemberg (1554) nur den Schluss ziehen konnte, dass sie in einer ersten Ehe mit Johann von Werdenberg verheiratet gewesen sei und nach dessen Tod Albrecht von Bayern geheiratet hat, mit dem sie aber keine Kinder hatte.
Christian Friedrich Sattler (1773) stellte Elisabeths Mutter kein besonders gutes Zeugnis aus und stellte diese als wollüstig dar. Bei diesem negativen Einfluss sei von Elisabeth kein anderes Verhalten zu erwarten gewesen. Historisch belegt ist, dass Elisabeth von Nürnberg in ihrem Witwensitz in Schorndorf eine sehr aufwendige Hofhaltung betrieb und ihren Stiefenkeln Schulden von über 10.000 Gulden hinterlassen hatte.
Der grundlegende Historiker der Werdenberger, Johann Nepomuk Vanotti, griff 1845 diese Kritik auf, stellt ihr aber Elisabeths späteres Leben in einer vieljährigen, zufriedenen Ehe und als besorgte, liebende Mutter und gute Haushälterin entgegen, die aber auch herrschsüchtig, stolz und hartnäckig sein konnte, wenn es um das Wohl ihrer Kinder ging.
Spätere Historiker (Stälin, 1887 oder Decker-Hauff, 1966) stellen den romantischen Aspekt in den Vordergrund und relativieren Elisabeths Verhalten mit der späteren Affäre des Bräutigams mit Agnes Bernauer.

## Nachfahren von Elisabeth von Württemberg
1. Johann IV. von Werdenberg-Sargans († 27. April 1460) ⚭ Elisabeth von Württemberg († nach 29. April 1476)
  1. Elisabeth von Werdenberg-Sargans († 9. Februar 1487/88) ⚭ Hugo XI. Montfort-Tettnang (9. Januar 1454/55; † 16. August 1491)
    1. Hugo XII. von Montfort († 24. April 1519)
    2. Elisabeth von Montfort († 20. September 1503)

  2. Martha von Werdenberg-Sargans († 1486) ⚭ Nicholas Herr zu Abensberg  (2. Juli 1441 - 28. Februar 1484/85)
  3. Heinrich von Werdenberg-Sargans († 1501)
  4. Georg II. von Werdenberg-Sargans († 12./15. Mrz 1500) ⚭ Katharina Markgräfin von Baden
    1. Christoph von Werdenberg-Heiligenberg († 29. Januar 1534) 1.⚭ Eleonora Gonzaga († 1512), 2.⚭ Johanna von Berselle (Johanna van Witthem) (1495 – n 19. August 1544)
      1. aus 1: Anna von Werdenberg-Heiligenberg († 1554) ⚭ Friedrich II. von Fürstenberg (19. Juni 1496; † 8. März 1558/59)
        1. Eleonore von Fürstenberg (11. Oktober 1523 - 23. September 1544)
        2. Christoph I. von Fürstenberg (24. August 1534 - 17. August 1559)

    2. Magdalena von Werdenberg-Sargans (1464 - 9. September 1538) 1.⚭ Jan III van Egmond (3. April 1438 - 21. August 1516)
      1. Josina van Egmond
      2. Walburga van Egmond (1489 - 7. März 1528/29)
      3. Jan IV van Egmond (1499 - 29. April 1528)

    3. Elisabeth von Werdenberg-Sargans (v. 1484 - 20. Dezember 1536) 1.⚭ Erasmus I. Schenk von Erbach (n. 1466 - 1. September 1503)
      1. Katharina von Erbach († 13. Februar 1549) ⚭ Johannes Werner von Zimmern II. (24. Juni 1480 – Januar 1548)
        1. Christoph Werner von Zimmern (1514 – 1517)
        2. Johann Christoph von Zimmern (1516 – n. 1557)
        3. Froben Christoph von Zimmern (19. Februar 1519 – 27. November 1566)
        4. Barbara von Zimmern (?-1526)
        5. Gottfried Christoph von Zimmern (17. Mai 1524 - 9. September 1570)

  5. Ulrich von Werdenberg-Sargans († 17. Juli 1503)
  6. Hugo IX. von Werdenberg-Sargans († 1508)
  7. Johann von Werdenberg-Sargans († 23. Februar 1485), Bischof von Augsburg
  8. Rudolf von Werdenberg-Sargans († 1505)
  9. Gabriel von Werdenberg-Sargans
  10. Ludwig von Werdenberg-Sargans (starb jung)
  11. Agnes von Werdenberg-Sargans (* 1434; † 13. Dezember 1467) ⚭ Jost Nikolaus I. von Hohenzollern († 9. Februar 1487/88)
    1. Friedrich von Hohenzollern, Bischof von Augsburg (* 1450; † 8. März 1504/05)
    2. Eitel Friedrich II. von Hohenzollern (* 1452; † 18. Juni 1512)
    3. Friedrich Eitel von Hohenzollern (* 1454; † 27. Juni 1490)
    4. Friedrich Albrecht von Hohenzollern († 16. Juli 1483)
    5. Johann Friedrich von Hohenzollern († 28. November 1484)
    6. Helene von Hohenzollern (* 1462; † 11. November 1514) ⚭ Johann III. Truchsess von Waldburg-Zeil und Waldsee († 12. Oktober 1511)
      1. Dorothea Johanna von Waldburg zu Wolfegg und Zeil († 30. Januar 1512/13)
      2. Georg III. Erbtruchsess von Waldburg Zeil und Waldsee (Bauernjörg) (* 25. Januar 1488; † 29. Mai 1531)

  12. Margarete von Werdenberg-Sargans (* 1436/37; † 1496), Äbtissin des Damenstifts Buchau
  13. Anna von Werdenberg-Sargans († 1497), Äbtissin des Damenstifts Buchau